# Cyperus tacnensis
Cyperus tacnensis là loài thực vật có hoa trong họ Cói. Loài này được Nees & Meyen mô tả khoa học đầu tiên năm 1834.